# Praia do Batoque (Aquiraz)
Praia do Batoque é uma praia brasileira localizada no município de Aquiraz no Ceará. Está situada em divisa limite de municipios. É famosa pela pesca  local, especialmente a renda.
Está localizada a 51 km de Fortaleza e a 26 km da sede municipal. Destaca-se por sua beleza natural com uma extensa faixa litorânea ainda não muito explorada. Possui diversas barracas onde pode-se apreciar a culinária local. Mesmo sem estrutura hoteleira, a bela praia atrai visitantes de todas regiões onde a receptividade de seus habitantes os cativa. A pesca é principal atividade, onde bravos homens em jangadas buscam o pescado que se destina ao consumo e à comercialização.